# Matheus Nascimento
Matheus Nascimento de Paula (ur. 3 marca 2004 w Rio de Janeiro) – brazylijski piłkarz występujący na pozycji napastnika, od 2024 roku zawodnik Botafogo.